# Provida mater Ecclesia
A Provida mater Ecclesia XII. Piusz pápa 1947. február 2-án kiadott apostoli konstitúciója, amely a világi intézmények egyházjogi helyzetét rendezi.

## Jelentősége
Hivatalos jóváhagyásukkal megnyitotta az utat az ún. világi intézmények dinamikus fejlődése előtt. A dokumentum egyben az új hivatásforma lényegét is vázolja, felhívja a figyelmet az abban rejlő lehetőségekre de a veszélyekre is.
A világi hívek szerepének hangsúlyozásával előkészítette a második vatikáni zsinat egyik központi vitatémáját.

## Hatása
A konstitúció jelentőségét mutatja az is, hogy mind a mai napig ez a világi intézmények egyfajta magna chartája. Megjelenésének 50. évfordulóját Fatimában ünnepelte a világ különböző világi intézményeinek mintegy négyszáz tagja. 2007-ben, a hatvanadik évforduló alkalmából nemzetközi szimpóziumot tartottak a Vatikánban.

## Külső hivatkozás
- Hivatalos szöveg (Valikán) (latin)
- A Magyar Kurír tudósítása